# Chó Catahoula
Chó báo leo cây Catahoula là một giống chó săn có nguồn gốc ở Mỹ và được sử dụng để bảo vệ gia súc, nhà cửa, đặc biệt là bảo vệ trước loài báo sư tử, chúng có điểm độc đáo ở chỗ chúng có khả năng leo cây để săn con mồi. Đây là một trong những giống chó lâu đời nhất Bắc Mỹ. Khả năng săn thú tốt của nó được luôn được người Mỹ da đỏ bản địa ca ngợi. Loài này được công nhận bởi Câu lạc bộ nuôi chó liên bang (United Kennel Club).

## Tổng quan

### Lịch sử
Giống chó này có tên theo nơi xuất xứ của nó, vùng Catahoula thuộc bang Louisiana, Mỹ. Chó Catahoula rất khỏe, có thể được huấn luyện thành chó săn, chó cảnh sát hay làm trò vui trong gia đình. Các loài Louisiana Catahoula Leopard Dog (LCLD) hoặc Catahoula Cur (CC) được đặt theo Catahoula Parish thuộc bang Louisiana ở Hoa Kỳ. Nằm trong số những loài chó còn lại, Catahoula là một trong những loài chó có kích thước dài nhất Bắc Mỹ, bên cạnh những con chó được thừa hưởng gen từ những loài chó được tạo ra ở Bắc Mỹ. Loài này thỉnh thoảng được nhắc đến một cách không chính xác như loài chó săn Catahoula hoặc Chó săn báo Catahoula, nhưng thực ra nó không phải là chó săn nòi (hound), mà là một loài chó lai. (Cur).
Catahoual là một giống chó lao động phổ biến ở trong vùng và được nuôi trong các trang trại, các trại chăn nuôi ở Bắc Mỹ. Catahoula Cur ban đầu được sử dụng để chăn gia súc và thường sống ở gần các khu đầm lầy. Những con chó này là những con chó truy lùng và săn thú rất tốt, phổ biến là săn lợn rừng, sóc, săn hươu, lửng, sư tử núi và gấu đen. Chúng thường lần theo dấu thú một cách lặng lẽ và chỉ sủa dồn đuổi thú khi đúng thời điểm, mặt đối mặt với con mồi hay khi con mồi bị chặn lại. Catahoula được nuôi tại Miền Bắc ở Úc nơi mà chúng là một thợ săn lợn rừng tích cực. Chúng cũng được nuôi tại Newzealand cũng như tại Úc, nhưng số lượng chúng không được xác định rõ. Chăn gia súc còn được dùng để chăn bò, chăn cừu, gà và lợn bằng cách dọa chúng không cho chạy ra ngoài bãi chăn thả quy định.
Trong suốt những năm đầu 1900, Teddy Roosevelt đã dùng những con Catahoula để đi săn. Thống đốc bang Louisiana Earl K.Long có một sự yêu thích loài chó này và đã thu thập chúng để nuôi. Sự ưa thích loài này được công nhận bởi cuộc thi hàng năm được biết đến như những cuộc thử thách chó săn lợn rừng của Bác Earl (Uncle Earl’s Hog Dog Trials). Vào năm 1979, Thống đốc Edwin Edwards đã ký 1 biên bản công nhận Catahoula là một giống chó chính thức của bang Louisiana và ghi nhận tầm quan trọng của chúng trong lịch sử của vùng.

### Di truyền
Một giả thuyết đối với xuất xứ của loài này cho rằng Catahoula được nghĩ đã thừa hưởng gen từ những con chó thi đấu hay chó chọi (War dogs) gồm những con chó ngao (Mastiff) và chó đua Greyhound và được mang đến Louisiana bởi Hernando de Soto vào thế kỷ thứ 16. Những con chó bị bỏ lại bởi nhà khai phá được nhân giống bởi những người dân địa phương với những con chó bản địa. Những người dân bản xứ Mỹ lai giống những con chó của họ với những con sói đỏ không được ủng hộ bởi những công việc kiểm tra DNA gần đây không tương đồng.
Nhiều nghiên cứu xét về những di thể còn sót lại của những con chó thời tiền sử từ những vị trí khảo cổ tại Mỹ và trong mỗi nghiên cứu lại chỉ ra rằng những gen của những con chó Mỹ thời tiền sử tương tự như gen của những con chó bản địa châu Âu và châu Á hơn là những con chó hoang ở Tân Thế giới. Thực tế, những nghiên cứu này đề cập rằng những người Mỹ đã mang một vài giống chó bản địa theo họ trong những chuyến đi từ châu Á đến Bắc Mỹ.
Có tài liệu liệt kê chi tiết về những con chó bản địa được tìm thấy ở những địa điểm khảo cổ tiền sử. Loài sói đỏ không phải là loài chó duy nhất có mặt ở Thung lũng sông Mississipi trước khi những người châu Âu đặt chân tới. Cũng có những con cáo và sói xám cùng rất nhiều giống chó bản địa Mỹ. Vào những năm 1800, những thực dân Pháp đã tới Louisiana với những con chó Beauceron.
Họ kể về những con chó trông kỳ lạ với những cặp mắt trong như thủy tinh đầy ám ảnh mà được sử dụng bởi những thổ dân da đỏ Mỹ để săn thú trong đầm lầy. Người ta nghĩ rằng loài Beauceron và Sói đỏ hoặc những con chó chiến đấu được lai với nhau để tạo ra loài Catahoula. Từ Catahoula thực sự được kết hợp từ hai từ Choctaw gồm Okhata có nghĩa là hồ, và hullo, có nghĩa là được yêu, hoặc một sự chuyển thể của tiếng Pháp về từ của thổ dân da đỏ Choctaw thì Couthaogoula phát âm thành Coot-ha-oo-goo-la.

## Đặc điểm
Hình dáng kích thước của loài này khoảng 51 đến 66 cm (20 đến 26 inches) và nặng khoảng (22,5 đến 40,5 kg (50 đến 90 pound). Một số con có thể có trọng lượng lớn hơn. Như một giống chó lao động, Catahoula được tạo ra với nhiều cá tính và khả năng hơn dáng vẻ bề ngoài của chúng. Kết quả là, những đặc trưng về thể chất của loài chó này có phần đa dạng. 
Những dòng chó Catahoula: Có ba dòng chính, ba dòng này được lai tạo với nhau để tạo ra những giống chó Catahoula đa dạng như hiện nay:
- Dòng Wright: là dòng lớn nhất, khoảng 40 đến 50 kg và được tạo ra bởi Ngài Preston Wright. Dòng này đại diện cho những con chó được tạo ra từ những con chó của Hernando de Soto.
- Dòng Fairbanks: là dòng chó có kích thước nhỏ hơn khoảng 30 đến 35 kg và được tạo ra bởi Ngài Lovie Fairbanks. Chúng có màu vện nâu hoặc vàng.
- Dòng McMillin: là dòng chó nhỏ nhất khoảng 25 kg và được tạo ra bởi Ngài T.A. McMillin ở Hồ Sandy, bang Louisianna. Chúng là những con Leopard màu xanh da trời.

Bộ lông một lớp, ngắn và rậm với nhiều màu sắc khác nhau. Những con chó với bộ lông đen thường có những mảng màu xanh hoặc xám. Tương tự như vậy, những con với bộ lông đỏ và nâu thường có những mảng màu đỏ hoặc vàng nhạt hơn. Kết cấu lông của chó Catahoula có thể đa dạng như màu sắc của nó và có thể là lông mượt, lông thô hoặc lông xù, lông len. Màu sắc: Đen, Xám, ba màu (trắng, đen và xám), bốn màu (trắng, đen, xám và nâu) và màu khoang. Loài chó này thường có màu đen, xám, trắng quanh cổ, mặt, chân và đuôi, và màu nâu thường xuất hiện quanh mặt và chân.
Cặp mắt có màu pha tạp (heterochromia), thường có màu xanh da trời hoặc trắng pha xanh da trời. Tuy nhiên, màu mắt cũng có tể màu nâu, xanh lá cây, xám hoặc màu hổ phách. Không có màu mắt đặc trưng riêng của loài Catahoula. Đuôi có thể dài và tiến sát tới chân sau hoặc cộc đuôi. Cộc đuôi thường hiếm gặp. Chân chúng có màng giữa các ngón, chân của Catahoula có những màng mà hầu như trải rộng trên giữa các kẽ chân. Những cặp chân có màng giúp cho loài Catahoula có khả năng làm việc tốt ở đầm lầy và khả năng bơi lội cừ khôi. Những vấn đề về sức khỏe chúng có thể mắc chứng điếc và loạn sản xương hông. Tuy nhiên chúng ít mắc chứng loạn sản xương hông hơn những giống chó khác.

## Tập tính
Chó Catahoula là loài chó rất thông minh và hoạt bát. Chúng có tính quả quyết nhưng bản chất không hung hãn. Catahoula là một giống chó rất thân thiện với gia đình chủ nhân và một người bạn tốt với trẻ nhỏ. Một con chó dồi dào sức lực, chúng cần vận động tối thiểu một tiếng mỗi ngày. Chúng không thích bị bỏ một mình và sẽ mau lớn nếu sống cùng bầy đàn, nên tạo cho chúng công việc để làm. Chúng cần hòa nhập với xã hội sớm cũng như với những loài chó khác. Chúng về bản chất có bản tính bảo vệ. Chúng đã được huấn luyện để bảo vệ cá nhân, nhưng về bản chất chúng là một con chó canh gác. Chúng sẽ báo động bất cứ điều gì xảy ra. Catahoula khá ồn ào và thích cắn các đồ vật trong nhà, đặc biệt khi chủ nhà chẳng chú ý gì tới chúng. Tuy nhiên, vì chúng khá nổi loạn nên cần một người chủ thực sự thống trị để có thể dạy chúng sự khác biệt giữa sai và đúng.